# Pedro Abad
Pedro Abad è un comune spagnolo di 2 872 abitanti situato nella comunità autonoma dell'Andalusia.

## Geografia fisica
Il confine comunale è segnato in gran parte dal Guadalquivir.